# ショアライン (ワシントン州)
ショアライン（Shoreline）は、アメリカ合衆国ワシントン州キング郡の都市である。シアトルの北に隣接している。人口は5万8608人（2020年）。

## 概要
1995年に法人化した若い都市だが、海岸は富裕層の別荘地として長い歴史がある。ボーイングの創業者ウィリアム・ボーイングの邸宅が立地しておりアメリカ合衆国国家歴史登録財に登録されている。内陸部は中流階級の住宅地である。

## 地理
アメリカ合衆国統計局によると、総面積30.3 km2 (11.7 mi2) である。このうち30.2 km² (11.7 mi²) が陸地であり、0.1 km² (0.04 mi²) (0.17%) が水地である。

## 住民
2000年国勢調査では、人口53,025人、20,716世帯、13,486家族が暮らしている。人口密度は1,755.8/km2 (4,546.0/mi2) である。706.6/km2 (1,829.4/mi2) の平均的な密度に21,338軒の住宅が建っている。この都市の人種構成は白人76.99%、アフリカン・アメリカン2.77%、ネイティブ・アメリカン0.91%、アジア13.23%、太平洋諸島系0.32%、その他の人種1.51%、混血4.27%である。この人口の3.87%はヒスパニックまたはラテン系である。
全世帯のうち、18歳未満の子供と同居している世帯が30.6%、夫婦のみの世帯が51.2%、未婚女性の世帯が10.0%であり、34.9%は家族を持たない。個人名義の世帯主が26.4%、そのうち65歳以上が9.1%である。世帯ごとの平均人数は2.50人、家族ごとの平均人数は3.03人である。
18歳未満が22.5%、18歳以上24歳以下が7.7%、25歳以上44歳以下が30.4%、45歳以上64歳以下が24.8%、65歳以上が14.5%、平均年齢は39歳である。女性100人に対して男性は93.2人である。18歳以上の女性100人に対して男性は90.1人である。
この都市の世帯ごとの平均的な収入は51,658 USドルであり、家族ごとの平均的な収入は61,450 USドルである。男性は40,955 USドルに対して女性は$33,165 USドルの平均的な収入がある。この都市の一人当たりの収入 (per capita income) は24,959 USドルである。人口の4.4%及び家族の6.9%の収入は貧困線以下である。全人口のうち18歳未満の6.1%及び65歳以上の7.3%は貧困線以下の生活を送っている。
一人当たりの収入 (per capita income) は、ワシントン州522地域のうち91番目に高い。

## 交通
- 2024年、リンク・ライトレール（en:Link light rail）1号線が延伸され市内に2つの駅が開業した。ダウンタウン・シアトルやシアトル・タコマ国際空港へ乗り換え無しで行くことができる。

## 姉妹都市
- 保寧市 (大韓民国)